# Rhopus bridwelli
Rhopus bridwelli är en stekelart som först beskrevs av Timberlake 1920.  Rhopus bridwelli ingår i släktet Rhopus och familjen sköldlussteklar. Inga underarter finns listade i Catalogue of Life.